# Sitting Ducks (libro)
Sitting Ducks è un libro per bambini e ragazzi scritto da Michael Bedard nel 1998. È inedito in italiano.             
Le vicende si svolgono nello sfondo urbano di Qua Qua City (Ducktown) e sono incentrate su un'anatra di nome Bill e sul suo migliore amico, Aldo, un enorme coccodrillo proveniente dalla città vicina di Coccodrilia (Swampwood), sulla sponda opposta del lago.

## Personaggi
- Bill. È la piccola anatra protagonista del libro. Gentile per natura, è sempre pronto ad aiutare chi chiede aiuto. Sogna di poter volare e il dottor Cecil lo spinge a realizzare il suo desiderio, con risultati tanto disastrosi che alla fine anche lui deve convenire che la cosa non è possibile. Oltre alle modeste dimensioni, l'altra caratteristica evidente nel suo aspetto esteriore è il farfallino che cambia ogni anno al Picnic di Qua Qua City. Vive in un appartamento con il pappagallino Jerry. Ama i coccodrilli e cerca di trasformarli da nemici in amici delle anatre.
- Aldo. È il grosso coccodrillo della vicina città di Coccodrilia e il migliore amico di Bill anche se, per questo, viene spesso criticato dai suoi simili. Ha uno zio cieco, Artie, e un cuginetto piccolo, Andy. Era cuoco nella fabbrica di bocce da bowling ma, dopo essere diventato amico di Bill, si è fatto trasferire alla linea di montaggio per non dover più cucinare anatre.

### TV
Dal libro è stata tratta la serie animata Sitting Ducks nel 2001.